# Moulay Abdellah del Marocco
Moulay Abdellah del Marocco (in arabo عبد الله بن محمد الخامس‎?; Rabat, 31 maggio 1935 – Rabat, 20 dicembre 1983) è stato un principe marocchino.

## Biografia
Il principe Abdellah nacque il 31 maggio 1935 nel Dâr-al-Makhzen, quartogenito di Muhammad V e di Lalla Abla.
Venne educato inizialmente al Collège Royal di Rabat e, dopo l'esilio della famiglia reale nel 1953, dai padri gesuiti di Saint-Michel. Tuttavia iniziò a ricevere in breve tempo lezioni private, non tollerando l'ambiente del collegio.
Dopo la fine dell'esilio nel 1955, studiò all'École des Roches in Normandia, presso il Lycée Louis-le-Grand e all'Università di Parigi, per poi laurearsi in diritto in Svizzera.
Il 9 novembre 1961 sposò al palazzo reale di Rabat Lamia Solh, figlia del primo ministro libanese Riyad, prima donna non imparentata con la famiglia alawide a ricevere un titolo regale. Dal 1972 fino al 1974 fu rappresentante speciale del fratello Hasan II.
Morì il 20 dicembre del 1983 all'età di 48 anni e venne tumulato nel mausoleo di Mohammed V.

## Commemorazione
A lui sono intitolati lo Stadio Moulay Abdallah e il Prince Moulay Abdellah Stadium.

## Discendenza
Abdellah del Marocco e Lamia Solh ebbero due figli e una figlia:
- Principe Hicham (1964), ha sposato Malika Benabdelali nel 1995:
  - Sharifa Lalla Faizah (26 giugno 1996);
  - Sharifa Lalla Haajar (27 settembre 1999).
- Principessa Zineb (1971), ha sposato Muhammad Benslimane:
  - Sharifa Lalla Abla;
  - Una seconda figlia.
- Principe Ismail (1981), il 25 settembre del 2009 ha sposato Anissa Lehmkuhl, figlia di genitori tedeschi convertiti all'islam:
  - Sharif Mulay Abdallah (Rabat, 2010);
  - Sharifa Lalla Aisha (Rabat, 2011);
  - Sharifa Lalla Hala (Rabat, 2013);
  - Sharifa Lalla Anissa (Rabat, 2018).

## Titoli e trattamento
- 30 maggio 1935 - 20 dicembre 1983: Sua Altezza Reale, il principe Abdellah del Marocco

## Ascendenza
|                              |                     |                                           | Genitori |  |  | Nonni |  |  | Bisnonni            |  |  | Trisnonni               |  |
|                              |                     |                                           |          |  |  |       |  |  | Hasan I del Marocco |  |  | Muhammad IV del Marocco |  |
|                              |                     |                                           |          |  |  |       |  |  | Hasan I del Marocco |  |  | Muhammad IV del Marocco |  |
|                              |                     | Safiya bint Maimun bin Mohammed al-Alaoui |          |  |  |       |  |  | Hasan I del Marocco |  |  |                         |  |
| Yusuf ben al-Hasan           |                     |                                           |          |  |  |       |  |  | Hasan I del Marocco |  |  |                         |  |
|                              |                     | Ruqiya al-Amrani                          | ...      |  |  |       |  |  |                     |  |  |                         |  |
|                              |                     | Ruqiya al-Amrani                          | ...      |  |  |       |  |  |                     |  |  |                         |  |
|                              |                     | Ruqiya al-Amrani                          | ...      |  |  |       |  |  |                     |  |  |                         |  |
| Muhammad V del Marocco       |                     | Ruqiya al-Amrani                          |          |  |  |       |  |  |                     |  |  |                         |  |
|                              |                     | ...                                       | ...      |  |  |       |  |  |                     |  |  |                         |  |
|                              |                     | ...                                       | ...      |  |  |       |  |  |                     |  |  |                         |  |
|                              |                     | ...                                       | ...      |  |  |       |  |  |                     |  |  |                         |  |
| Yaqut                        |                     | ...                                       |          |  |  |       |  |  |                     |  |  |                         |  |
|                              |                     | ...                                       | ...      |  |  |       |  |  |                     |  |  |                         |  |
|                              |                     | ...                                       | ...      |  |  |       |  |  |                     |  |  |                         |  |
|                              |                     | ...                                       | ...      |  |  |       |  |  |                     |  |  |                         |  |
| Moulay Abdellah del Marocco  |                     | ...                                       |          |  |  |       |  |  |                     |  |  |                         |  |
|                              | Hasan I del Marocco | Muhammad IV del Marocco                   |          |  |  |       |  |  |                     |  |  |                         |  |
|                              | Hasan I del Marocco | Muhammad IV del Marocco                   |          |  |  |       |  |  |                     |  |  |                         |  |
|                              | Hasan I del Marocco | Safiya bint Maimun bin Mohammed al-Alaoui |          |  |  |       |  |  |                     |  |  |                         |  |
| Mohammed al-Tahar bin Hassan | Hasan I del Marocco |                                           |          |  |  |       |  |  |                     |  |  |                         |  |
|                              |                     | Ruqiya al-Amrani                          | ...      |  |  |       |  |  |                     |  |  |                         |  |
|                              |                     | Ruqiya al-Amrani                          | ...      |  |  |       |  |  |                     |  |  |                         |  |
|                              |                     | Ruqiya al-Amrani                          | ...      |  |  |       |  |  |                     |  |  |                         |  |
| Abla bint Tahar              |                     | Ruqiya al-Amrani                          |          |  |  |       |  |  |                     |  |  |                         |  |
|                              |                     | ...                                       | ...      |  |  |       |  |  |                     |  |  |                         |  |
|                              |                     | ...                                       | ...      |  |  |       |  |  |                     |  |  |                         |  |
|                              |                     | ...                                       | ...      |  |  |       |  |  |                     |  |  |                         |  |
| ...                          |                     | ...                                       |          |  |  |       |  |  |                     |  |  |                         |  |
|                              |                     | ...                                       | ...      |  |  |       |  |  |                     |  |  |                         |  |
|                              |                     | ...                                       | ...      |  |  |       |  |  |                     |  |  |                         |  |
|                              |                     | ...                                       | ...      |  |  |       |  |  |                     |  |  |                         |  |
|                              |                     | ...                                       |          |  |  |       |  |  |                     |  |  |                         |  |